# Lapi (cognome)
Lapi è un cognome di lingua italiana.

## Varianti
Laparelli, Lapini, Lapucci.

## Origine e diffusione
Il cognome è tipicamente toscano.
Potrebbe derivare dal prenome Lapo, modificazione del prenome Jacopo, risultando quindi affine al cognome Giacomi.

## Persone
- Filippo di ser Brunellesco Lapi, più noto come Filippo Brunelleschi (1377-1446) – architetto, ingegnere, scultore, matematico, orafo e scenografo italiano
- Giancarlo Lapi (1937-1987) – arbitro di calcio italiano
- Giovanni Lapi (1720-1788) – abate e botanico italiano